# 賈布瓦縣
賈布瓦縣是印度的一個縣，位於該國中部，由中央邦負責管轄，面積3,782平方公里，每年平均降雨量800毫米，識字率為44.45%，2011年人口1,024,091，人口密度每平方公里271人。

## 外部連結
- List of places in Jhabua

22°46′00″N 74°36′00″E / 22.7667°N 74.6°E